# AD Machico
El AD Machico es un equipo de Portugal que juega en el Campeonato de Portugal, la cuarta división nacional.

## Historia
Fue fundado el 14 de abril de 1969 en la ciudad de Machico en la isla de Madeira luego de la fusión de los equipos locales Sporting de Machico y Belenenses de Machico como un club polideportivo con secciones en fútbol sala, karate, natación y voleibol, sección que ha jugado en la primera división nacional.
En los años 1980 llegó a jugar por varias temporadas en la desaparecida Tercera División de Portugal, y para los años 1990 llegó a la desaparecida II Divisão donde incluso llegó a terminar de subcampeón, pero por problemas financieros el club decayó hasta el punto que tuvo que mudarse del Campo Tristão Vaz al Estadio Municipal de Machico en 1996.

## Afición
El club es conocido por la devoción de sus aficionados con el club llamados Ultras Tricolor, la cual es la segunda afición más grande de la isla de Madeira, afición que surgió en el Campo Tristão Vaz. Después surgió otro grupo de aficionados de club llamado Brigada ADM, que dicen apoyar al club desde su nacimiento.

## Palmarés
- AF Madeira Championship: 3

1975–76, 1989–90, 2023-24
- AF Madeira Cup: 2

1972–73, 1998–99